# Oonops furtivus
Oonops furtivus är en spindelart som beskrevs av Willis J. Gertsch 1936. Oonops furtivus ingår i släktet Oonops och familjen dansspindlar. Inga underarter finns listade i Catalogue of Life.